# Góry Strużnickie
Góry Strużnickie, Janowicki Grzbiet (niem. Fisch-bacher) – niewielki grzbiet górski, w południowo-zachodniej Polsce, w Sudetach Zachodnich, w północno-zachodniej części Rudaw Janowickich.

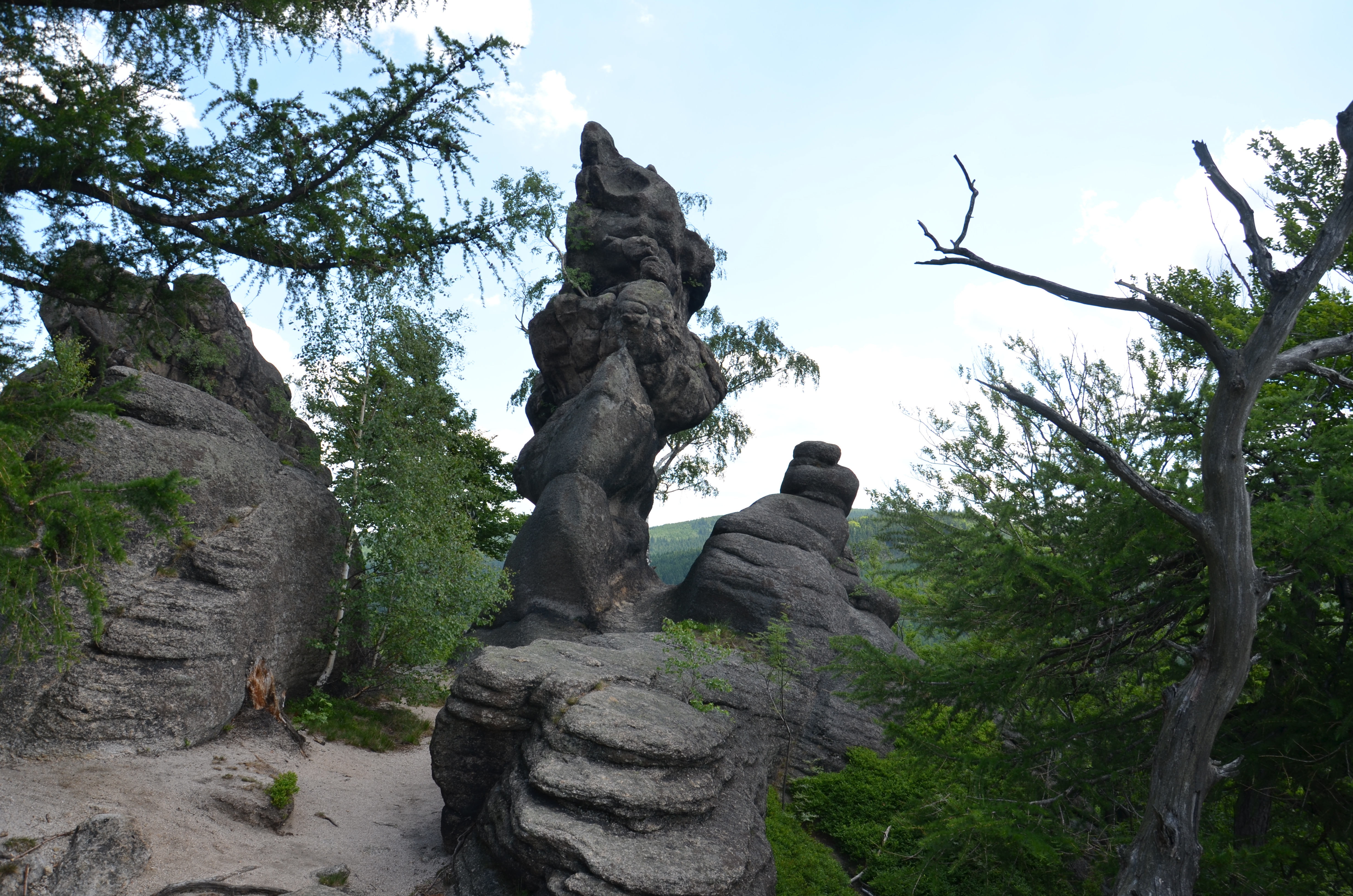
Strużnica-Starościńskie Skały

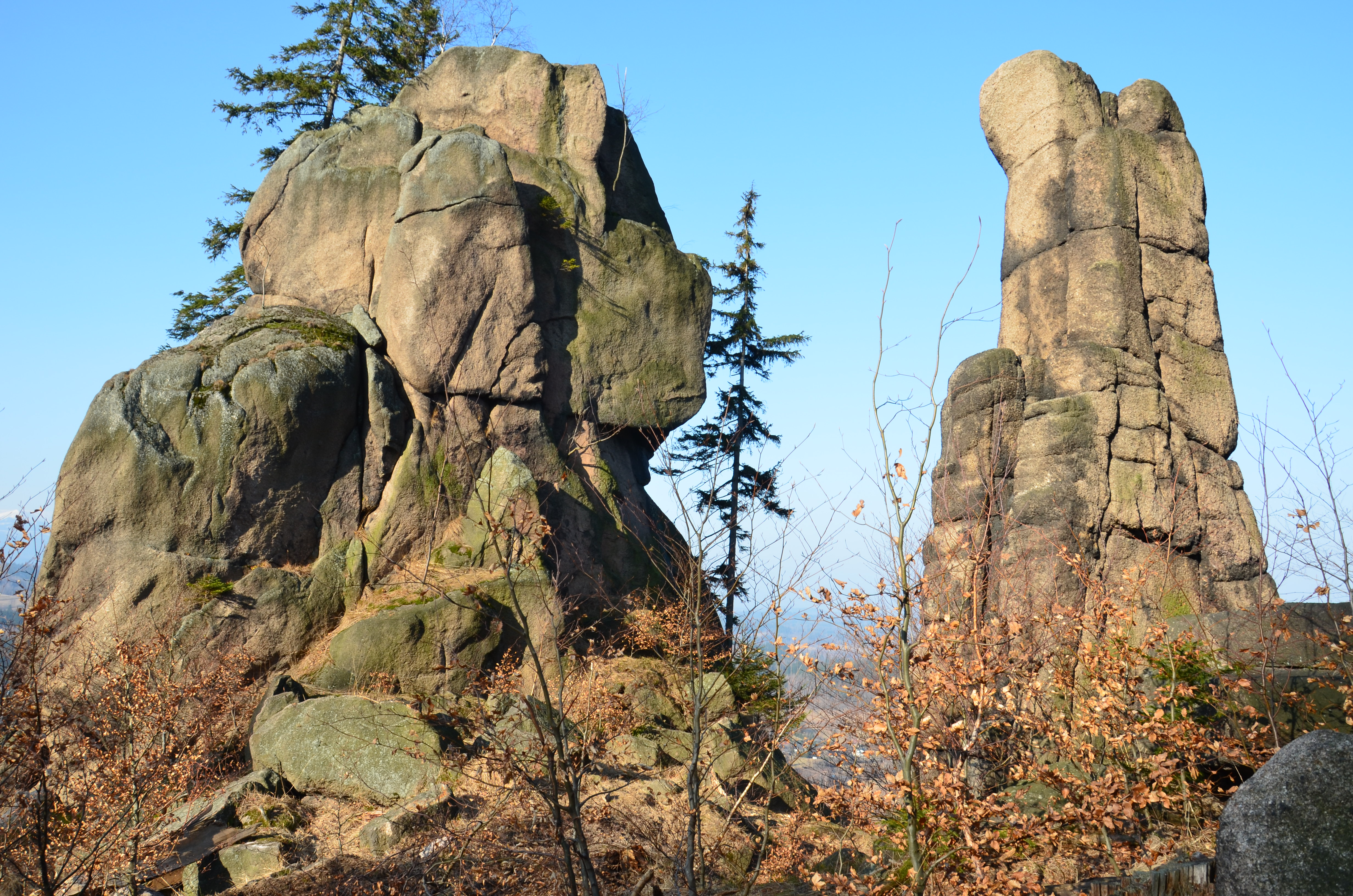
Masyw Starościnskich Skał

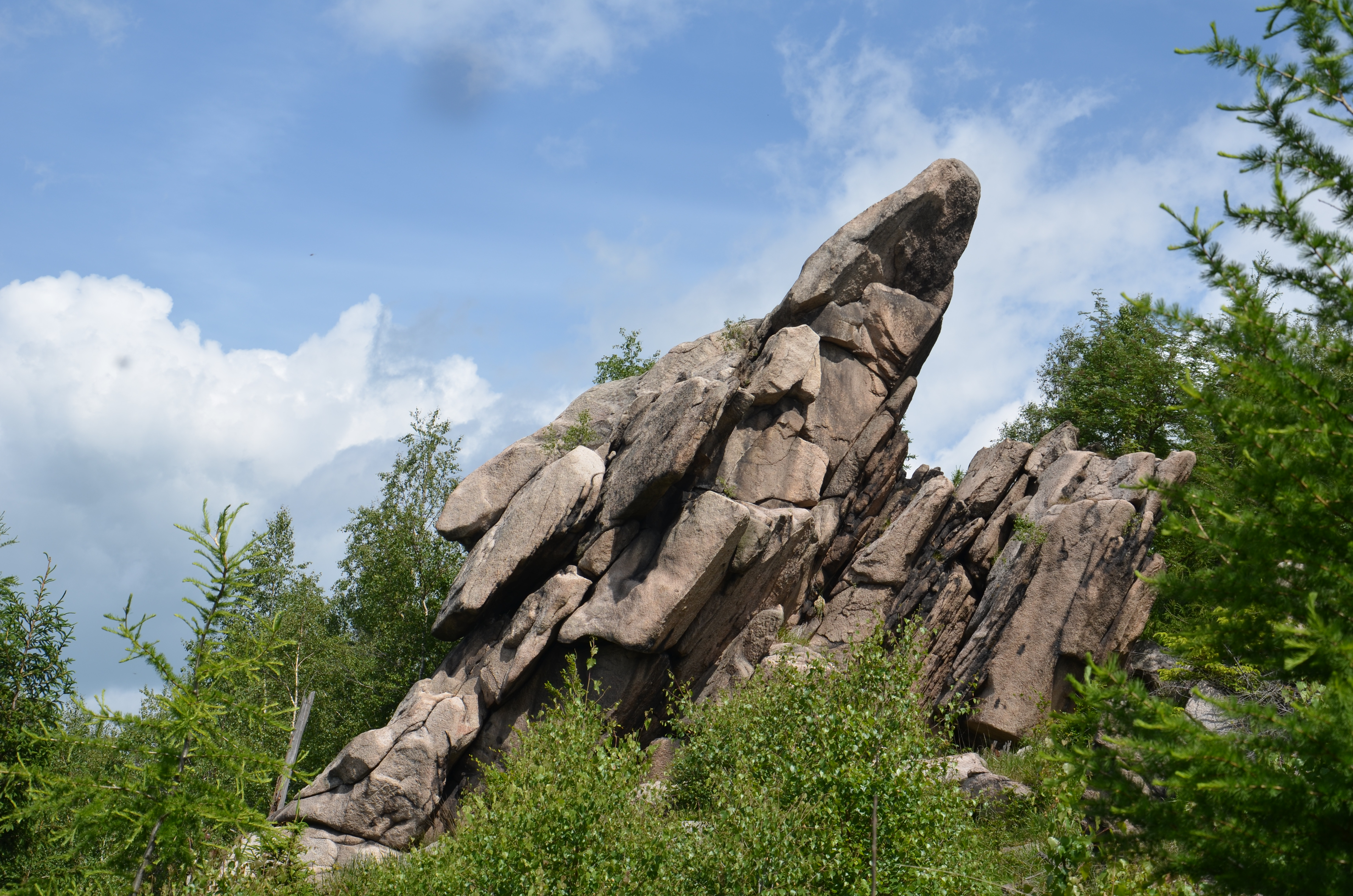
Świnia Góra

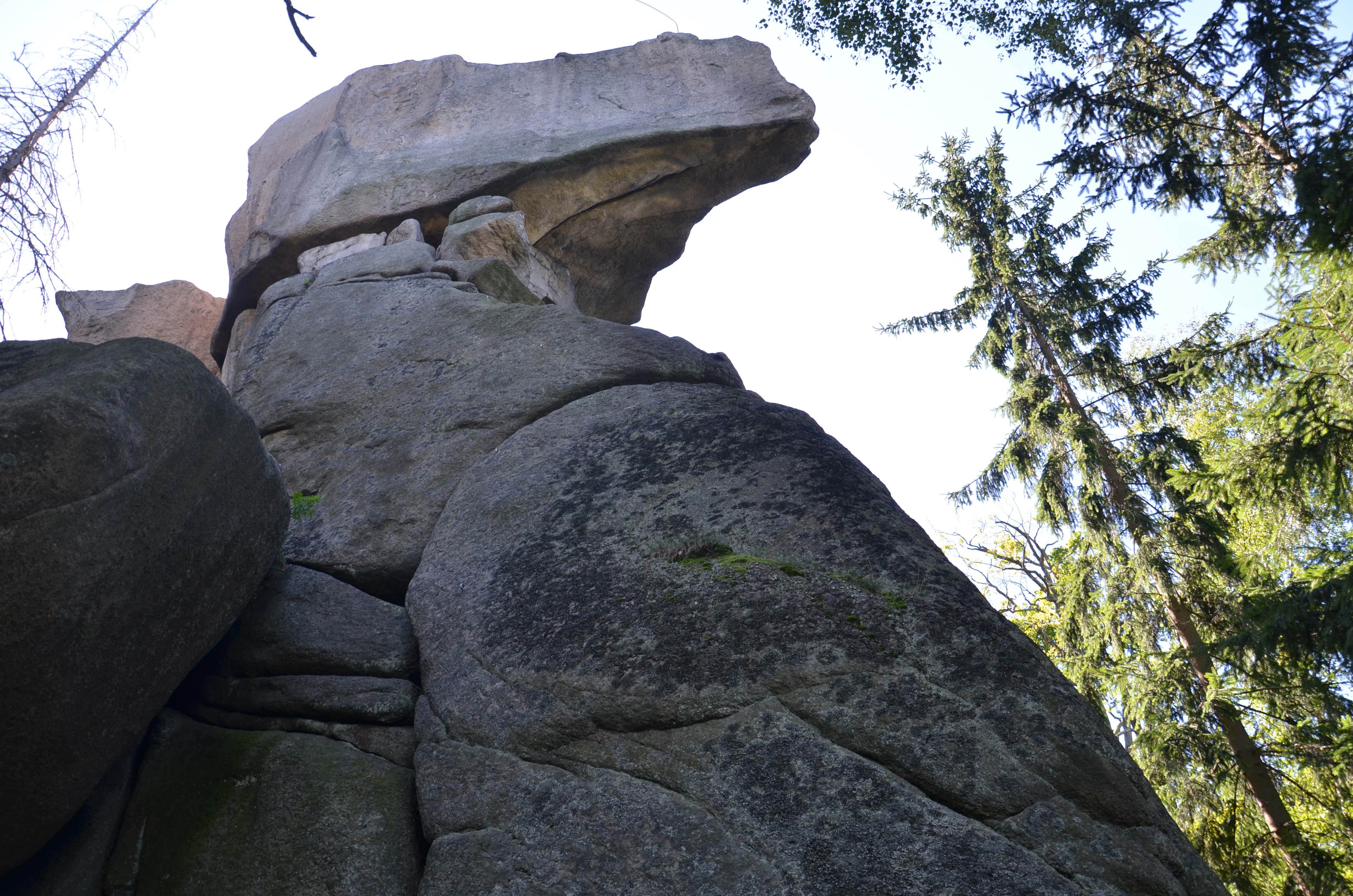
Fajka-Dziubek

## Położenie
Góry Strużnickie położone są w Sudetach Zachodnich, w północno-zachodniej część Rudaw Janowickich. Od północy Rozdroża pod Jańską Górą przez masywy; Fajki, Starościńskich Skał oraz Świniej Góry do Przełęczy Rudawskiej. Najwyższym szczytem jest Świnia Góra (751 m n.p.m.). Poniżej Masywu Fajki w kierunku zachodnim znajdują się osobne pagórki z trzema wzniesieniami, porośnięte lasem przyległym do Strużnickich łąk.
Strużnickie Góry leżą w Rudawskim Parku Krajobrazowym, w Gminie Mysłakowice, od strony wschodniej otulają Strużnicę.

## Budowa geologiczna
Cały obszar zbudowany jest z różnych odmian waryscyjskich granitów karkonoskich.

## Skałki
Charakterystycznym elementem strużnickiego krajobrazu są malownicze formy skalne ze skalnym miasteczkiem. Pokryte skałami pasmo oraz zbocza tworzą liczną grupę skalnych i pojedynczych skałek różnego kształtu i wysokości sięgającej do 20 m. Przykładem jest; skalne miasteczko - Starościńskie Skały, Fajka-Dziubek z Rylcem, Diabelski Kościół (niem. Teufelskirche), Pieklisko (Rudawy Janowickie) (niem. St.Br. Ehem Schmiede), (wszystko wchodzi w skład Strużnickich Skał).

## Pochodzenie nazwy
Nazwa pochodzi od miejscowości Strużnica niem. Neu Fischbach - wzmianki nazwy Gór Strużnickich pochodzą z 1822 r. (niem. Fisch-bacher). Mapa Königl. Preuß 1886 r., Rudawy Janowickie mapa turystyczna, Wydawnictwo Turystyczne "PLAN", Jelenia Góra, 2006, ISBN 83-60044-45-7.
Nazwa Janowicki Grzbiet, która powszechnie występuje na mapach turystycznych, jest nazwą bez źródeł i uzasadnienia. Janowice Wielkie oddalone są 7 km od Strużnicy. Nazwa Rudawy Janowickie pochodzi od obszaru górnictwa rud Rudawy (por. Rudawy, Rudawy Słowackie, Rudawy Weporskie, Rudawy Spiskie, Rudawy Siedmiogrodzkie, Rudawy Wschodnioserbskie), a Janowice od miejscowości.

## Turystyka
- fragment Europejskiego Szlaku E3 prowadzący z Trzcińska na Skalnik przez Starościńskie Skały
- Przełęcz Rudawska przez Strużnicę na Starościńskie Skały
- ze Strużnicy na Lwią Górę[1]